# Milan Badelj
Milan Badelj (* 25. února 1989, Záhřeb, Socialistická republika Chorvatsko, SFR Jugoslávie) je chorvatský fotbalový záložník a reprezentant, který od roku 2014 působí v klubu ACF Fiorentina.

## Klubová kariéra
- NK Ponikve (mládež)
- NK Záhřeb (mládež)
- Dinamo Záhřeb (mládež)
- Dinamo Záhřeb 2007–2012
- →  NK Lokomotiva Záhřeb (hostování) 2007–2008
- Hamburger SV 2012–2014
- ACF Fiorentina 2014–

## Reprezentační kariéra
Reprezentoval Chorvatsko v mládežnických kategoriích včetně U21.
V A-mužstvu Chorvatska debutoval 23. 5. 2010 v přátelském utkání v Osijeku proti reprezentaci Walesu (výhra 2:0).

### EURO 2012
Zúčastnil se EURA 2012 konaného v Polsku a na Ukrajině, kde Chorvatsko skončilo se 4 body na nepostupovém třetím místě v základní skupině C za prvním Španělskem a druhou Itálií. Badelj byl pouze náhradníkem a nezasáhl do žádného zápasu.

### Mistrovství světa 2014
Trenér Niko Kovač jej vzal na Mistrovství světa 2014 v Brazílii, kam Chorvatsko postoupilo z evropské baráže proti Islandu. Původně byl z užší nominace vyřazen, ale vrátil se do ní místo zraněného Ivana Močiniće. Na šampionátu byl opět pouze v roli náhraníka, v žádném zápase příležitost nedostal.